# گوهرن (تورینگن)
گوهرن (به آلمانی: Göhren) یک شهر در آلمان است که در اتنبرگر لند واقع شده‌است. گوهرن ۴۸۷ نفر جمعیت دارد.